# Carex niederleiniana
Carex niederleiniana är en halvgräsart som beskrevs av Johann Otto Boeckeler. Carex niederleiniana ingår i släktet starrar, och familjen halvgräs. Inga underarter finns listade i Catalogue of Life.